# Radrennbahn und Kunsteisbahn Frankfurt
Die Radrennbahn und Kunsteisbahn Frankfurt war eine Radrennbahn und ab 1960 zusätzlich eine Freiluft-Kunsteisbahn in Frankfurt am Main. 2002 wurde das Bauwerk abgebrochen, um zusätzliche Parkplätze für das damalige Waldstadion zu schaffen.

## Geschichte
Vor Errichtung der Radrennbahn fanden ab 1884 Radrennen im Palmengarten statt, wo sich auch eine Eisbahn befand, später in der Festhalle. Aus Vertretern von bürgerlichen Radsportvereinigungen und des Arbeiterradfahrerbundes „Solidarität“ bildete sich im Herbst 1921 eine Initiative zur Errichtung einer Radrennbahn.
Die Radrennbahn war neben dem Waldstadion und dem Stadionbad eine von drei Sportanlagen im Südwesten Frankfurts, die 1922 bis 1925 errichtet wurden. Ebenso wie das Waldstadion stammten die Entwürfe von dem Gartenbaumeister Max Bromme und dem Architekten Gustav Schaumann nach fachlichen Entwürfen von Richard Ludwig. Von Ludwig stammte das Konzept einer „Fliegerbahn“ mit 400 m Länge und „Steherbahn“ mit 416,67 m Länge auf einer Anlage. Die im Wesentlichen aus Beton ausgeführte Anlage wurde von der Firma Dykerhoff & Widmann ausgeführt. Der Eingang der Anlage befand sich an der Mörfelder Landstraße, das Gebäude wurde durch einen Tunnel im Portikus betreten. Auf den Zuschauerrängen fanden 20700 + 1337 Personen Platz. Die Familie Opel stiftete eine Bronzeskulptur des Radsportlers August Lehr (1867–1922), entworfen von dem Bildhauer Emil Hub, welche am Eingang aufgestellt wurde. Die Radrennbahn wurde am 15. September 1925 mit einem Steherrennen eröffnet, zu dem 20.000 Zuschauer kamen. Die Eröffnung war somit kurz nach der Arbeiterolympiade, die im Juli stattfand.
In der Zeit des Neuen Frankfurt wurde die Bronzeskulptur auf Wunsch von Fritz Wichert an den Rand der Radrennbahn verlegt, da dieser die antikisierende Formensprache als unzeitgemäß ablehnte.
Im Zweiten Weltkrieg fiel eine Bombe in das Bauwerk. Erich Wick, der Vorsitzende der Radfahrer-Vereinigung, konnte 1946 85 Sack Zement beschaffen, so dass bald die Renovierungsarbeiten durchgeführt werden konnten. 1958 richtete der VC Frankfurt mit großem Erfolg die deutsche Meisterschaft in der Radrennbahn aus. 1966 fanden die 56. UCI-Bahn-Weltmeisterschaften in der Radrennbahn statt. Erstmals wurde das Programm um zwei weitere Disziplinen, das 1000-m-Zeitfahren und das Tandemrennen, aufgestockt. Italien erwies sich bei den Profis als die dominierende Nation dieser Titelkämpfe. In Frankfurt begann die Siegesserie des französischen Sprinters Daniel Morelon, der achtmal Weltmeister und zweimal Olympiasieger wurde. Die Kurzzeitdisziplinen wurden von den französischen Fahrern dominiert, deren Trainer der ehemalige Weltmeister Louis Gérardin war.
1970 wurde der Rock Circus veranstaltet, das erste international besetzte Open-Air-Festival in Deutschland, es traten u. a. die Byrds, Deep Purple und Black Sabbath auf.
Nach Abbruch der Radrennbahn zugunsten eines zusätzlichen Parkplatzes für die Commerzbank-Arena verschwand während der Bauarbeiten an der Arena auch die Bronzeskulptur, so dass heute nichts mehr an das Bauwerk erinnert.

## Die Kunsteisbahn
Zusätzlich zu der Radrennbahn wurde in den späten 1950er Jahren in der Freifläche eine Kunsteisbahn installiert, die am 1. Dezember 1960 mit einem Eishockeyspiel Eintracht Frankfurt gegen SG Nürnberg eröffnet wurde, am 11. Dezember 1960 folgte eine große Eisrevue. Zur Verfügung standen zwei Eisflächen von 60 × 30 Meter, die eine umlaufende Bande von 1,20 m bis 1,22 m Höhe hatten. Hier trug die Eishockey-Mannschaft von Eintracht Frankfurt bis 1981 ihre Spiele aus.
Die Bahn war jährlich von Oktober bis Februar geöffnet, ab 1982 wurden die Eishockeyspiele in die neu errichtete Eissporthalle Frankfurt verlegt und die Bahn vornehmlich für den Publikumslauf genutzt. Seit dem Abriss gibt es in Frankfurt nur noch in der Eissporthalle eine permanente Eisbahn.